# DeeDee Janssens

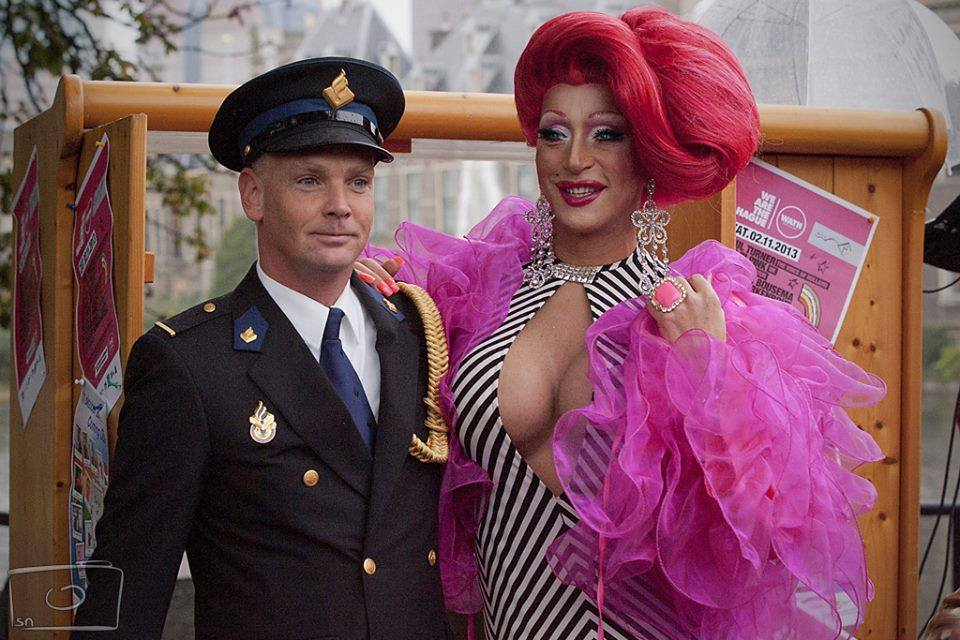
DeeDee Janssens met een agent van Roze-in-blauw-lhbt-afdeling van de politie.

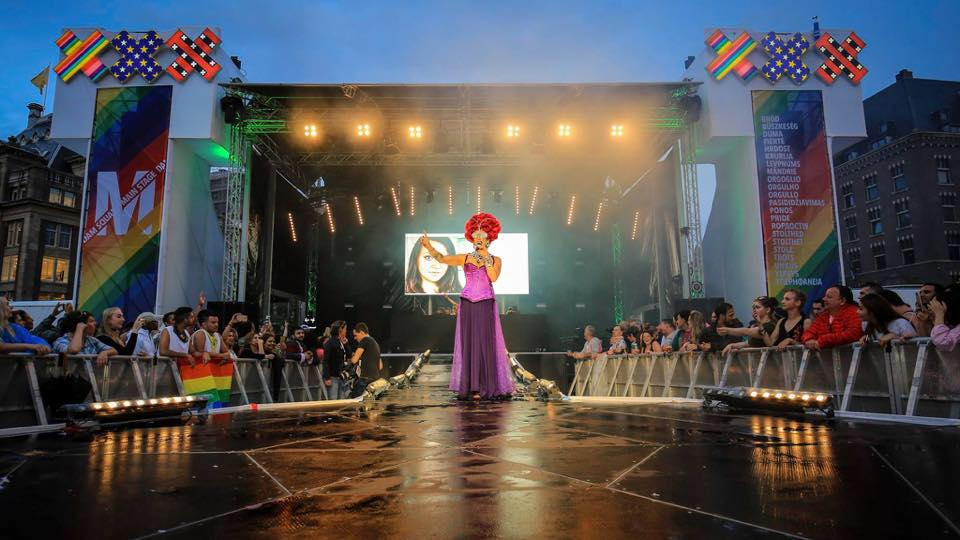
DeeDee Janssens tijdens presentatie Amsterdam Pride 2017

DeeDee Janssens (5 februari 1969) - echte naam Dennis Gulikers - is een Nederlandse dragartiest. 

## Werk
Dennis vervult als DeeDee Janssens sociale rollen en treedt op als gastvrouw, presentatrice en jurylid. DeeDee is daarnaast regelmatig te zien in diverse 'looks' tijdens extravagante playbackoptredens.
Sinds 2012 presenteert DeeDee jaarlijks de 'International coming out day'-events en in 2016 is hij gevraagd ambassadeur te zijn voor verschillende gemeenten in Zuid-Holland die vallen onder COC-Haaglanden. Voor het COC heeft hij verschillende officiële momenten gepresenteerd waaronder de onthulling van het 'Homomonument Den Haag Internationaal' dat nabij het Centraal Station in Den Haag werd verplaatst.
In 2015 werd DeeDee's werk als 'Queen of the Year' bekroond met een 'Rainbow Award' voor lhbt-bewustzijn (LGBT awareness) en in 2018 liet DeeDee nogmaals van zich horen door de Rotterdamse ’Cocktail fest’ award te winnen voor ‘Most significant drag queen'. In 2017 presenteerde DeeDee 3 dagen lang het Main stage op de Dam tijdens Amsterdam Pride en in 2018 presenteerde DeeDee Superball Amsterdam in een overvol Paradiso. Onder de naam 'DeeDee's Dollhouse' geeft hij andere beginnende dragqueens (travestieten) een open podium. Ditzelfde gebeurt ook in Amsterdam onder de naam DragFever (Amstel 54). Dragfever is in 2015 door DeeDee opgezet en werd vele jaren elke zondag afwisselend door een andere drag hostess gepresenteerd. DeeDee vervult de rol van gastvrouw nog steeds elke laatste zondag van de maand. Andere gastvrouwen voor de Dragfever-avonden zijn Tabitha, Ivana en Donna Ray Jones.
DeeDee is ook regelmatig op tv en film te zien geweest, o.a. in 'Wie denken ze wel dat ze zijn' 'Taxi' 'De Nachtwacht' 'De Soundmixshow' en was hij in 2014 te zien in de film Chez Nous van Tim Oliehoek. In januari 2020 was DeeDee te zien in twee afleveringen van het RTL5 programma 'Drag S.O.S.' en in 2021 in het spraakmakende programma 'Make Up your mind' op RTL4. Hierin verscheen o.a. Peter R. de Vries in drag.